# Comitês de bacia hidrográfica
Comitês de bacia hidrográfica (CBH) são fóruns regionais que integram o Sistema Nacional de Gestão dos Recursos Hídricos do Brasil. Possuem representação da sociedade civil e suas funções incluem discutir e deliberar sobre o uso dos recursos hídricos junto ao poder público.
Os comitês têm como atribuição legal deliberar sobre a gestão da água.

## Contexto histórico mundial

### Historicamente
Os conflitos pelo uso da água não surgiram hoje e são recorrentes em toda a história da humanidade; o que se modifica é a forma como as sociedades se organizam para enfrentá-los. A água doce é recurso vital para sobrevivência das civilizações e, em casos de escassez, constitui-se como fator limitante na implementação de atividades econômicas típicas das sociedades modernas.
A intensificação do uso da água, causada pela ampliação da produção de alimentos e demais bens de consumo, provocou problemas ambientais ameaçando, inclusive, sua conservação.

### Década de 1970
A partir da década de 1970, observou-se uma crescente preocupação com as questões relacionadas ao meio ambiente. O contexto internacional já vinha apontando a necessidade de adoção de uma nova concepção em relação ao ambiente por parte dos governos e da sociedade. O Clube de Roma, composto por cientistas, industriais e políticos, lançou em 1972 o relatório Os Limites do Crescimento, o qual apontava a necessidade de congelar o crescimento populacional, bem como o capital industrial. O relatório teve repercussão internacional e foi extensamente debatido durante a Conferência de Estocolmo sobre Meio Ambiente, realizada também em 1972, e que iniciou um processo mais intenso de incorporação da consciência ecológica e dos princípios norteadores de proteção ambiental na agenda política das nações.

### Década de 1980
Em 1983, foi criada a comissão da Organização das Nações Unidas (ONU) para levantar os principais problemas ambientais do planeta e sugerir estratégias para preservação do meio ambiente. Como resultado, foi elaborado o Relatório Brundtland, que apontou para um desenvolvimento econômico que não se dê em detrimento da justiça social e da preservação do planeta. Essa forma de desenvolvimento desejada deveria ser sustentável.[carece de fontes?]
Também, em 1983, foi realizado em Brasília o Seminário Internacional de Gestão de Recursos Hídricos, representando o início dos debates nacionais relativos a essa temática. A partir daí, foram realizados vários encontros nacionais de órgãos gestores de recursos hídricos.[carece de fontes?]
Em 1986, o Ministério de Minas e Energia (MME) criou um Grupo de Trabalho cujo relatório recomendou a criação e a instituição do Sistema Nacional de Gerenciamento de Recursos Hídricos (Singreh), a busca de subsídios para instituir a Política Nacional de Recursos Hídricos, a transição do Comitê Especial de Estudos Integrados de Bacias Hidrográficas (CEEIBH) e dos respectivos comitês executivos de bacias hidrográficas para um novo sistema e a instituição dos sistemas estaduais de gerenciamento de recursos hídricos. O resultado de todo esse processo levou a inclusão, na Constituição Federal de 1988, de competência da União para legislar sobre a instituição do Singreh.[carece de fontes?]

### Década de 1990
A Conferência de Dublin, realizada em 1992, apontou a existência de sérios problemas relacionados à disponibilidade hídrica e estabeleceu princípios para a gestão sustentável da água:
- I - A água doce é um recurso finito e vulnerável, essencial para a manutenção da vida, para o desenvolvimento e para o meio ambiente.
- II - O gerenciamento da água deve ser baseado na participação dos usuários, dos planejadores e dos formuladores de políticas, em todos os níveis.
- III - As mulheres desempenham um papel essencial na provisão, no gerenciamento e na proteção da água.
- IV - O reconhecimento do valor econômico da água.

Ainda em 1992, foi realizada a Conferência das Nações Unidas para o Ambiente e Desenvolvimento (Cnumad), também conhecida como Rio – 92 ou Eco-92. Nesse evento, representantes de 170 nações referendaram os princípios de Dublin e aprovaram uma agenda mínima de preservação e recuperação do meio ambiente – a Agenda 21.[carece de fontes?]

## Surgimento no Brasil
Durante 1980 e 1990, com a retomada do regime democrático no Brasil, algumas inovações institucionais foram se efetivando na gestão das políticas públicas, sobretudo por pressão de movimentos sociais que demandavam maior participação da sociedade na elaboração de políticas públicas. Assim, foram formuladas estruturas de gerenciamento com a participação de entidades da sociedade civil.[carece de fontes?]
É nesse contexto que estados brasileiros passam a discutir e fundamentar suas leis para a gestão de recursos hídricos, tendo como base alguns princípios:
- gestão descentralizada, integrada e participativa da água;
- bacia hidrográfica como unidade territorial de planejamento e gestão;
- água como um bem público e com valor econômico;
- instrumentos de planejamento e regulação por bacia; e
- instrumentos econômicos para a gestão da água como a cobrança pelo seu uso.

Leis estaduais de recursos hídricos foram implantadas e previram, como forma de garantir a participação social, a criação de organismos colegiados – os comitês de bacia hidrográfica e os conselhos de recursos hídricos.
À luz dessas experiências, foi promulgada a Lei nº 9.433/1997, que instituiu a Política Nacional de Recursos Hídricos e criou o Singreh.